# Kanton Seilhac
Der Kanton Seilhac war von 1790 bis 2015 ein französischer Wahlkreis im Département Corrèze in der damaligen Region Limousin. Er umfasste neun Gemeinden im Arrondissement Tulle; sein Hauptort (frz.: chef-lieu) war Seilhac. Die landesweiten Änderungen in der Zusammensetzung der Kantone brachten im März 2015 seine Auflösung.

## Gemeinden
| Gemeinde        | Einwohner (Stand: 2022) | Code postal | Code Insee |
| --------------- | ----------------------- | ----------- | ---------- |
| Beaumont        | 115                     | 19390       | 19020      |
| Chamboulive     | 1158                    | 19450       | 19037      |
| Chanteix        | 615                     | 19330       | 19042      |
| Lagraulière     | 1189                    | 19700       | 19100      |
| Pierrefitte     | 93                      | 19450       | 19166      |
| Saint-Clément   | 1383                    | 19700       | 19194      |
| Saint-Jal       | 599                     | 19700       | 19213      |
| Saint-Salvadour | 317                     | 19700       | 19240      |
| Seilhac         | 1814                    | 19700       | 19255      |